# Stephanopis barbipes
Stephanopis barbipes es una especie de araña del género Stephanopis, familia Thomisidae.

## Distribución
Se distribuye por Australia (Australia Occidental, Queensland, Nueva Gales del Sur, Tasmania).

## Taxonomía
Fue descrita por Keyserling en 1890.
Tratamiento taxonómico
La especie aparece registrada y publicada en Die Arachniden Australiens, nach der Natur beschrieben und abgebildet. Zweiter Theil [Lieferung 37]. Bauer & Raspe, Nürnberg 233–274, pl. 21–24..